# Lietuvos jūrų laivininkystė
Lietuvos jūrų laivininkystė (Летуво́с ю́ру лайвининки́сте; «Литовское морское судоходство»; VSE: LJL1L) — литовская компания.
Была основана 27 июня 2001 года в результате реорганизации корпорации «LISCO», основанной в 1969 году. 56, 66 % акций компании владело Правительство Литвы и остальными — частные инвесторы. В 2017 г. из-за банкрота, компания была ликвидирована. 

## Деятельность
Ранее компания располагала 18 судами разных типов. В 2016 г. у компании было 5 судов и все они были арестованы из-за неплатёжности. В 2017 г. суда были проданы чтобы погасить задолженность кредиторам. Оборот компании в 2005 году составил 96 млн литов.